# San Miguel (hrabstwo San Luis Obispo)
San Miguel – jednostka osadnicza w Stanach Zjednoczonych, w stanie Kalifornia, w hrabstwie San Luis Obispo.